# Min vän Percys magiska gymnastikskor (TV-serie)
Min vän Percys magiska gymnastikskor är en svensk TV-serie från 1994 baserad på Ulf Starks roman med samma namn från 1992.

## Handling
Ulf är inte den tuffaste eller modigaste killen i Stureby, han lider av plattfothet och är ganska klumpig. En dag börjar Percy i klassen, Percy är Ulfs raka motsats, stor stark och kaxig. Ingen vågar vara med Percy eftersom han slåss och stampar sönder de andra pojkarnas skolmössor så att skärmarna spricker, men Ulf önskar ändå att han kunde vara lite mer som Percy. Av någon anledning fattar de två pojkarna tycke för varandra; men en dag avslöjar Percy hemligheten bakom allt. Det hela handlar om hans magiska gymnastikskor. Ulf är villig att ge vad som helst för att köpa skorna, frågan är bara vilket pris Percy sätter?

## Rollista
- Tobias Andersson – Ulf
- Camaron Silverek – Percy
- Tobias Bodin – Uffe
- Gustaf Skarsgård – Jan
- Olle Björk – Klas-Göran
- Johan Häggkvist – Berra
- Anna Hedengren – Marianne
- Helena Pettersson – Krillan
- Andreas Edström-Glad – Bengt-Erik
- Cecilia Nilsson – Ulfs mamma
- Tomas Norström – Ulfs pappa
- Pia Oscarsson – Percys mamma
- Johan Wahlström – Percys pappa